# Шо ле Пасеван
Шо ле Пасеван (фр. Chaux-lès-Passavant) насеље је и општина у источној Француској у региону Франш-Конте, у департману Ду која припада префектури Безансон.
По подацима из 2011. године у општини је живело 146 становника, а густина насељености је износила 17,3 становника/km². Општина се простире на површини од 8,44 km². Налази се на средњој надморској висини од 585 метара (максималној 639 m, а минималној 420 m).

## Демографија
| 1962. | 1968. | 1975. | 1982. | 1990. | 1999. | 2011. |
| ----- | ----- | ----- | ----- | ----- | ----- | ----- |
| 191   | 192   | 164   | 154   | 137   | 144   | 146   |

График промене броја становника у току последњих година